# Pulsão de morte
Pulsão de morte (em alemão: Todestrieb), também conhecida como Tânatos, é um termo introduzido pelo psicanalista austríaco Sigmund Freud em 1920.
Na teoria psicanalítica freudiana clássica, a pulsão de morte é a pulsão em direção à morte e à autodestruição. Foi originalmente proposta por Sabina Spielrein em seu artigo "Destruição como a causa do surgimento" (Die Destruktion als Ursache des Werdens) em 1912, que foi então adotada por Sigmund Freud em 1920 na obra "Além do Princípio do Prazer". Este conceito foi traduzido como "oposição entre os instintos do ego ou da morte e os instintos sexuais ou de vida". Em "Além do Princípio do Prazer", Freud usou o plural "pulsões de morte" (Todestriebe) com muito mais frequência do que no singular.
A pulsão de morte se opõe a Eros, a tendência à sobrevivência, propagação, sexo e outras pulsões criativas e produtoras de vida. A pulsão de morte às vezes é chamada de "Thanatos" no pensamento pós-freudiano, complementando "Eros", embora esse termo não tenha sido usado no próprio trabalho de Freud, sendo introduzido por Wilhelm Stekel em 1909 e depois por Paul Federn no contexto atual.
Na sua teoria das pulsões Sigmund Freud descreveu duas pulsões antagônicas: Eros, uma pulsão sexual com tendência à preservação da vida, e a pulsão de morte (Tânato) que levaria à segregação de tudo o que é vivo, à destruição. Ambas as pulsões não agem de forma isolada, estão sempre trabalhando em conjunto segundo o princípio de conservação da vida. Como no exemplo de se alimentar, embora haja pulsão de vida presente - sendo a finalidade de se alimentar a manutenção da vida - ela implica-se à pulsão de morte, pois é necessário que se destrua o alimento antes de ingeri-lo. Aí presente um elemento agressivo, de segregação, este se articula à pulsão primeira, como sua necessária contraparte na função geral de conservação.

## Literatura
- Sigmund Freud: Jenseits des Lustprinzips (em português: Além do Princípio do Prazer), 1920, republicado, entre outros, em: Studienausgabe, Bd. III: Psychologie des Unbewußten, Frankfurt am Main: Fischer 1975, p. 213-272
- Sigmund Freud: Das Unbehagen in der Kultur (em português: O Mal-Estar na Civilização), Viena: Internationaler Psychoanalytischer Verlag 1930 (capa), primeira edição, republicado, entre outros, em: Das Unbehagen in der Kultur und andere kulturtheoretische Schriften, Fischer, 2001, p. 29–108. ISBN 3-596-10453-X)
- Jacques Lacan: Subversion des Subjekts und Dialektik des Begehrens im Freudschen Unbewussten (1960), em: Schriften II, Berlim/Weinheim 1991 (3. ed.), p. 165-204
- Erich Fromm: Anatomie der menschlichen Destruktivität (1973), Hamburgo: Rowohlt 1974
- Peter Zagermann: Eros und Thanatos. Psychoanalytische Untersuchungen zu einer Objektbeziehungstheorie der Triebe, Darmstadt: WBG 1988, ISBN 3-534-03055-9
- Dylan Evans: Wörterbuch der Lacanschen Psychoanalyse, Viena: Turia + Kant 2002, p. 306-308
- Wilhelm Reich: Die Funktion des Orgasmus. Sexualökonomische Grundprobleme der biologischen Energie (Die Entdeckung des Orgons, Bd. I). Frankfurt am Main: Fischer 1972; Köln: Kiepenheuer & Witsch 1987, ISBN 3-462-02471-X, Cap. VI-VIII
- Sabina Spielrein: Die Destruktion als Ursache des Werdens (em português: A destruição como origem do devir), 1912, Viena: IV Jahrbuch für psychoanalytische und psychopathologische Forschungen, pp. 465–503.